# Фюссен
Фюссен (нім. Füssen) — місто в Німеччині, розташоване в Баварії. Підпорядковується адміністративному округу Швабія. Входить до складу району Остальгой.
Площа — 43,52 км2. Населення становить 15 538 ос. (станом на 31 грудня 2020).
У перші роки своєї еміграції до Західної Європи (кінець 1922-1923 рр.) у Фюссені проживав полковник Євген Коновалець з дружиною Ольгою.

## Спорт
У місті базується хокейний клуб, багаторазовий чемпіон Німеччини.

## Відомі люди
- Улі Гімер — німецький хокеїст, триразовий учасник зимових Олімпійських ігор.
- Міхаель Грайс — німецький біатлоніст.
- Томас Грайсс — німецький хокеїст.
- Франц-Ксаверій Зельос — богослов, блаженний католицької церкви.
- Отто Макс Кегель — нацистський злочинець.

## Міста-побратими
- Палестрина, Італія, з 1972`
- Гелен (Джорджія), США, з 1978
- Барду, Норвегія, з 1997
- Нумата (Ґумма), Японія, з 1998
- Кремона, Італія, з 2018

## Галерея

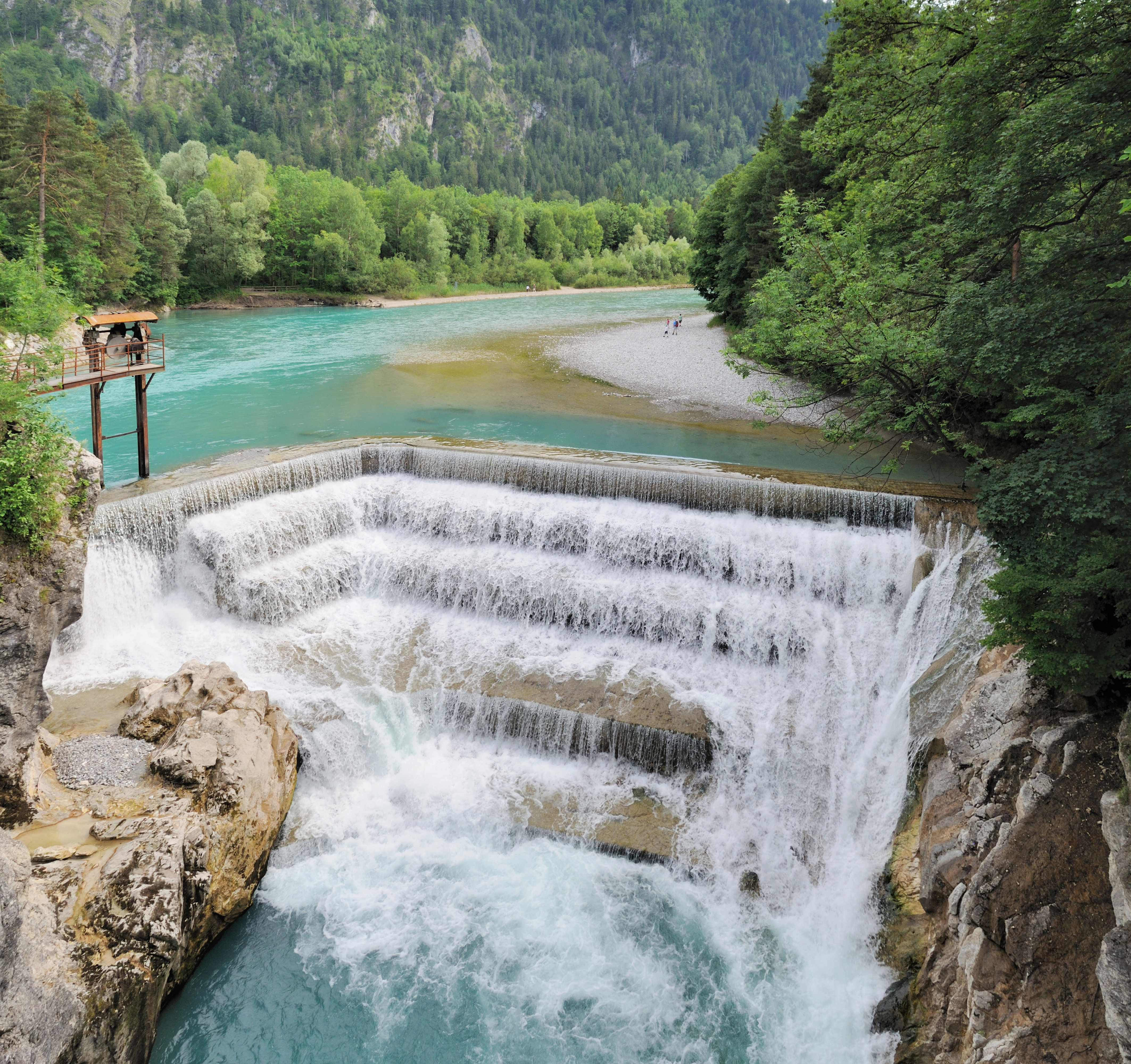
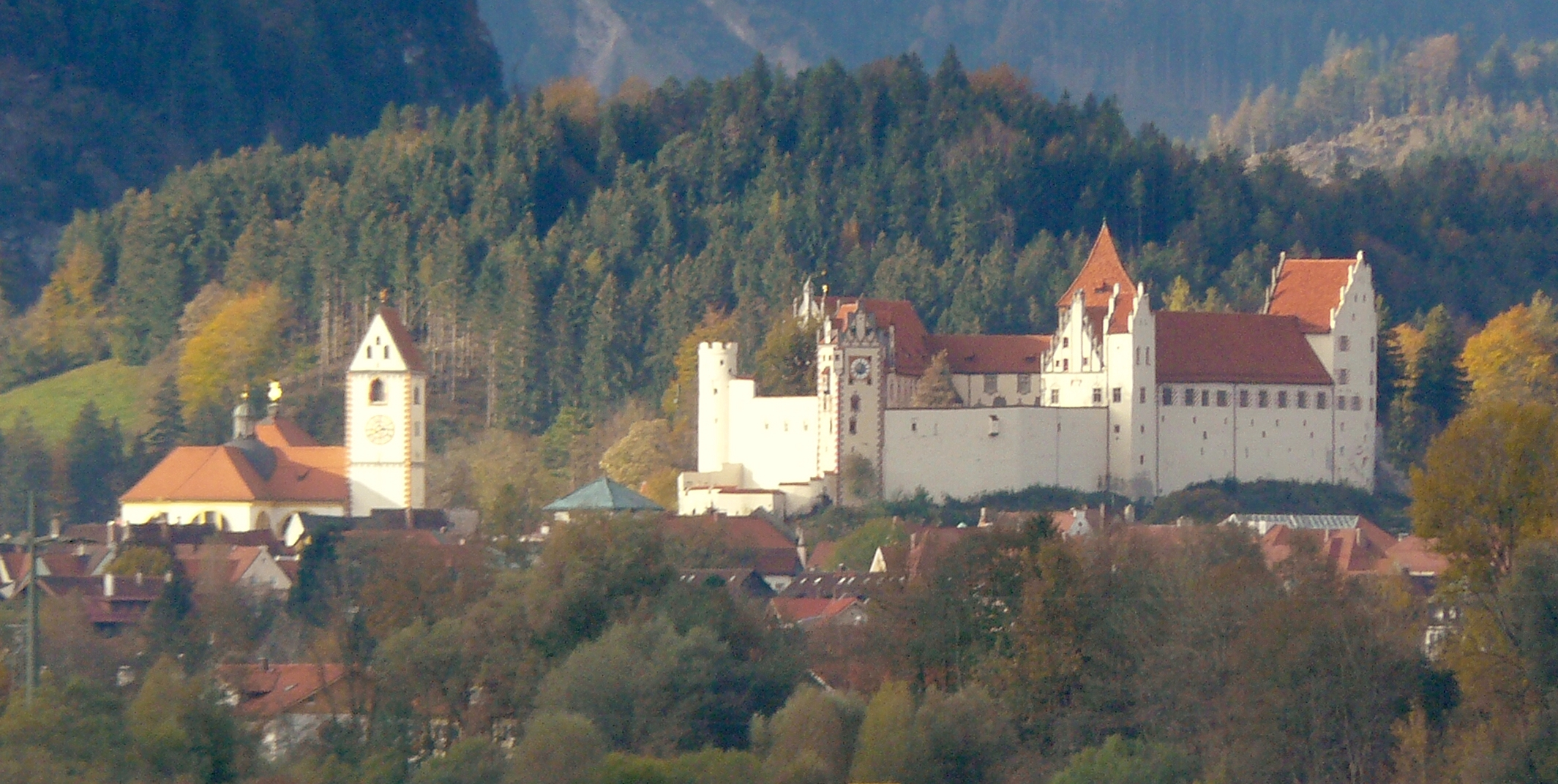
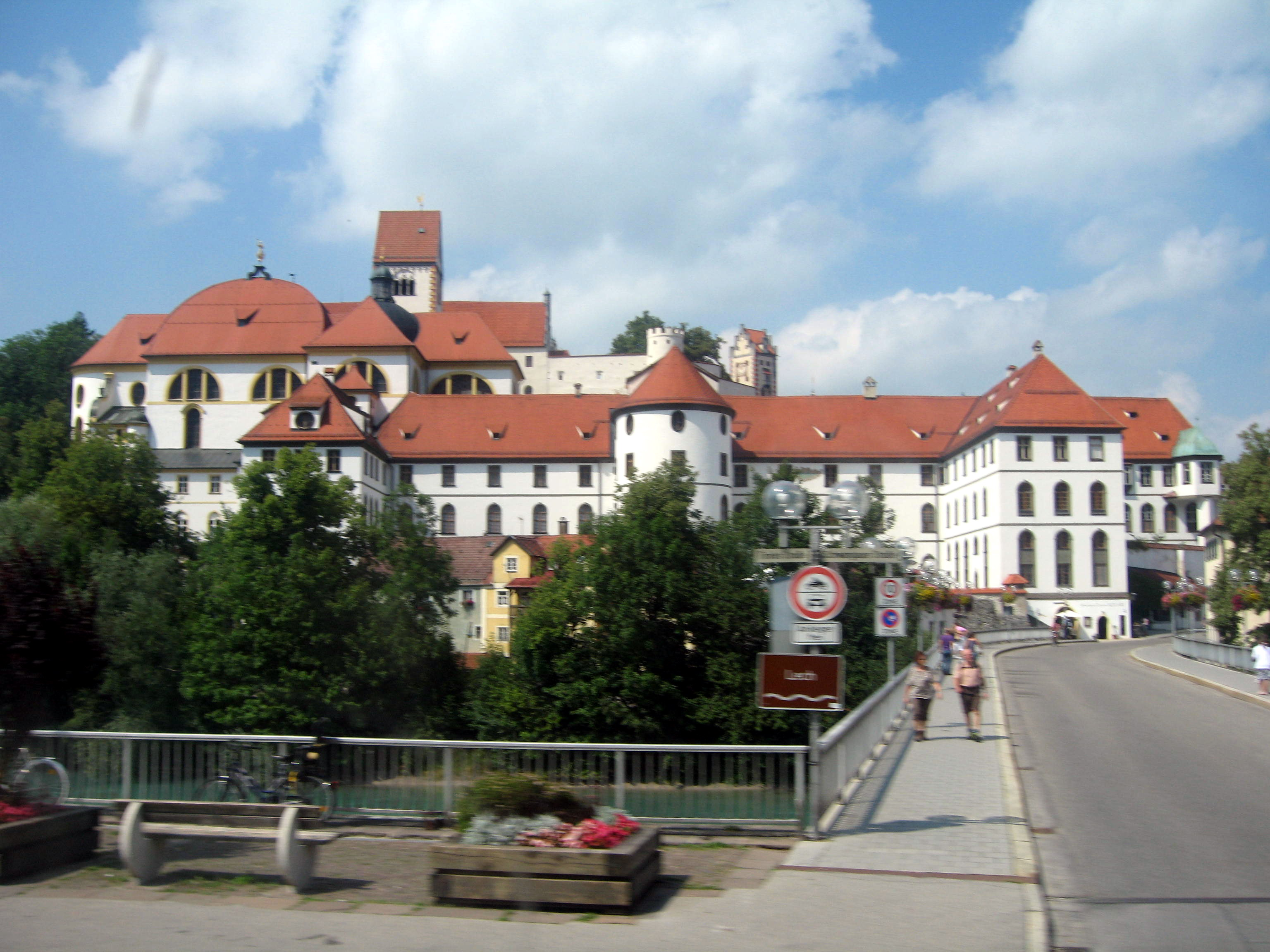
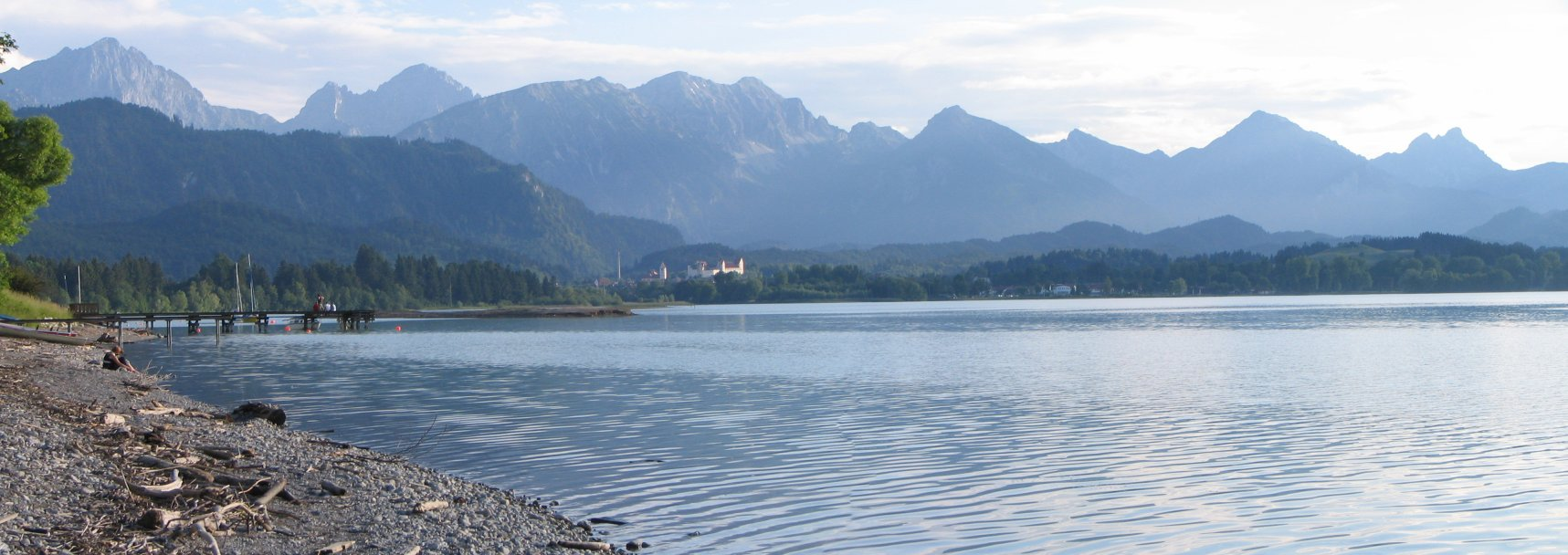
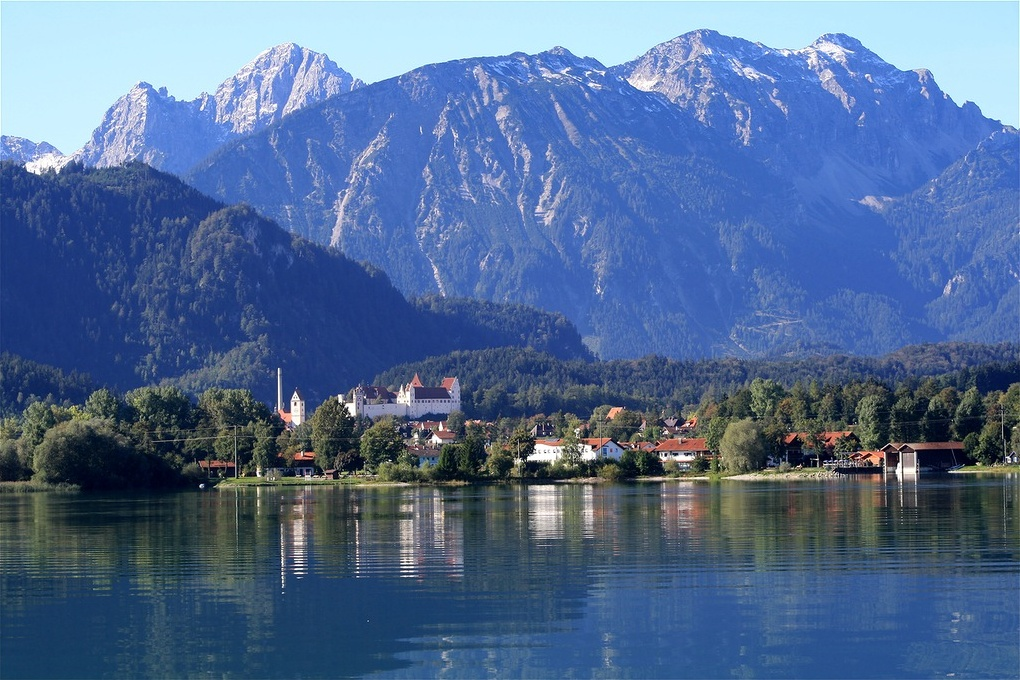
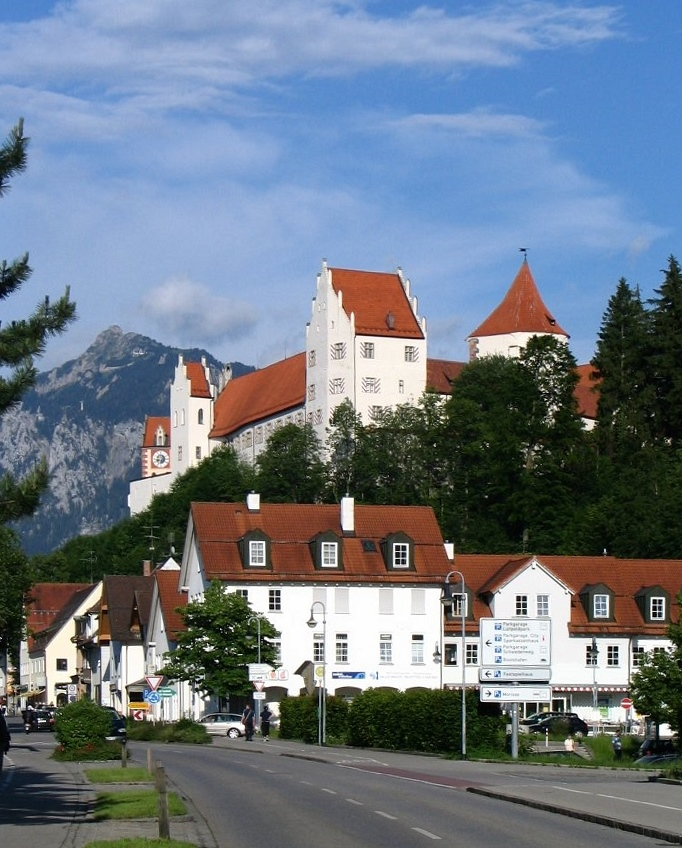